# Cage (rapper)
Cage, pseudonimo di Chris Palko (Würzburg, 4 maggio 1973), è un rapper statunitense.

## Discografia
Album
- 2002 - Movies for the Blind
- 2005 - Hell's Winter
- 2009 - Depart from Me
- 2013 - Kill the Architect

EP (lista parziale)
- 2003 - Weatherproof
- 2009 - I Never Knew You

## Filmografia
- Spring, regia di Justin Benson e Aaron Moorhead (2014)